# Spaceball Revolution
Spaceball Revolution é um jogo eletrônico produzido e distribuído pela Virtual Toys. Foi lançado para o WiiWare na Europa em 11 de setembro de 2009 e na América do Norte em 14 de setembro de 2009. A versão para o DSiWare foi lançada na América do Norte em 15 de fevereiro de 2010 e na Europa em 2 de abril de 2010. A versão disponível na PlayStation Network para o PlayStation Portable foi lançada no dia 4 de fevereiro de 2010 na Europa e no dia 11 de fevereiro de 2010 na América do Norte.

## Recepção
O site Wiiloveit.com disse que o jogo é "um dos principais nomes na lista de jogos de quebra-cabeça disponíveis no serviço WiiWare, com visuais impressionantes, uma robusta seleção de modos e uma jogabilidade desafiadora".